# Tōru Oniki
Tōru Oniki (鬼木 達 Oniki Tōru?, nacido el 20 de abril de 1974 en Chiba) es un exfutbolista y entrenador japonés. Dirige al Kashima Antlers de la J1 League de Japón. Como jugador se desempeñó en la posición de centrocampista en los clubes Kashima Antlers y Kawasaki Frontale.
Desde su arribo como entrenador de Kawasaki Frontale en 2017, el club comenzó una racha ganadora en la cual cosechó diez títulos. Oniki se convirtió en el entrenador japonés más exitoso en la historia de la J. League. Tras finalizar su vínculo con Frontale, Oniki fue contratado por Kashima Antlers para la temporada 2025.

## Trayectoria

### Como jugador
| Club                       | País  | Año       |
| -------------------------- | ----- | --------- |
| Kashima Antlers            | Japón | 1993-1999 |
| Kawasaki Frontale (cesión) | Japón | 1998      |
| Kawasaki Frontale          | Japón | 2000-2006 |

### Como entrenador
| Club              | País  | Año       |
| ----------------- | ----- | --------- |
| Kawasaki Frontale | Japón | 2017-2024 |
| Kashima Antlers   | Japón | 2025-act. |

## Palmarés

### Como jugador
| Título             | Club              | País  | Año  |
| ------------------ | ----------------- | ----- | ---- |
| J1 League          | Kashima Antlers   | Japón | 1996 |
| Copa J. League     | Kashima Antlers   | Japón | 1997 |
| Copa del Emperador | Kashima Antlers   | Japón | 1997 |
| J2 League          | Kawasaki Frontale | Japón | 2004 |

### Como entrenador
| Título             | Club              | País  | Año  |
| ------------------ | ----------------- | ----- | ---- |
| J1 League          | Kawasaki Frontale | Japón | 2017 |
| J1 League          | Kawasaki Frontale | Japón | 2018 |
| Supercopa de Japón | Kawasaki Frontale | Japón | 2019 |
| Copa J. League     | Kawasaki Frontale | Japón | 2019 |
| Copa del Emperador | Kawasaki Frontale | Japón | 2020 |
| J1 League          | Kawasaki Frontale | Japón | 2020 |
| Supercopa de Japón | Kawasaki Frontale | Japón | 2021 |
| J1 League          | Kawasaki Frontale | Japón | 2021 |
| Copa del Emperador | Kawasaki Frontale | Japón | 2023 |
| Supercopa de Japón | Kawasaki Frontale | Japón | 2024 |